# 近藤みゆき
近藤 みゆき（こんどう みゆき、1960年2月23日 - 2019年12月16日）は、日本の国文学者。専攻は中古文学、特に王朝和歌。元実践女子大学教授。夫は日本語学者の近藤泰弘。

## 経歴
1960年、大阪府大阪市に生まれる。日本女子大学附属高等学校を経て、1978年、日本女子大学文学部国文学科に入学。同大学卒業後、1983年、東京大学大学院人文科学研究科国語国文学専門課程修士課程入学。修了後、1986年、同大学大学院人文科学研究科国語国文学専門課程博士課程へ進学。1988年中途退学し、千葉大学教養部専任講師となる。1992年、同大学教養部助教授、1994年、同大学文学部助教授、同大学大学院文学研究科助教授。2001年、実践女子大学文学部助教授、2002年、同大学大学院文学研究科助教授、2003年、同大学文学部教授、大学院文学研究科教授。2006年、東京大学から博士（文学）授与。
2019年12月16日、病のため死去。享年59歳。

## 受賞歴
- 2001年7月、論文「平安時代古典語古典文学研究のためのN-gramを用いた解析手法」(近藤泰弘との共著、2001年3月)により、言語処理学会優秀発表賞を受賞[4]。
- 2006年9月、著書『古代後期和歌文学の研究』（風間書房、2005年2月）により、関根賞（第二次第1回）を受賞[4]。

## 主な著作

### 単著
- 『和泉式部日記　現代語訳付き』（角川ソフィア文庫）　2003年12月　角川書店
- 『古代後期和歌文学の研究』2005年2月　風間書房
- 『王朝和歌研究の方法』2015年4月　笠間書院

### 共著
- 『論集　和泉式部』1988年9月　和歌文学会編、笠間書院　（論文「和泉式部と漢詩文ー同時代からの達成ー」を執筆）
- 『歌ことばの歴史』1998年5月　笠間書院　(「古今和歌六帖の歌語－データベース化によって見た歌語の位相－」pp.35～53を担当。)
- 『御堂関白記全注釈』1999年7月　山中裕編、高科書店（注釈を分担執筆）
- 『ジェンダーの生成　古今集から鏡花まで』2002年3月　臨川書店　(論文「古今集の「ことば」の型―言語表象とジェンダー」を担当。)
- 『後拾遺和歌集　和歌文学大系33』2022年11月　松本真奈美共著、明治書院（注釈の遺著）

## 参考
- Read&Researchmap項目「近藤みゆき」